# شاهد آتش است (فیلم ۱۹۸۲)
شاهد آتش است (به هندی: Agni Sakshi) و (به انگلیسی: With Fire as Witness) فیلمی هندی محصول سال ۱۹۸۲ و به کارگردانی کی. بالاچاندر است. در این فیلم بازیگرانی همچون سیوا کومار، ساریتا و چاروهاسان ایفای نقش کرده‌اند.